# De Londres llegó un tutor
 De Londres llegó un tutor  es una película de Argentina dirigida por Enrique Carreras según el guion de Jorge del Olmo y Omar del Olmo que se estrenó el 25 de diciembre de 1958 y que tuvo como protagonistas a Mercedes Carreras y Osvaldo Miranda. Las escenas de exteriores fueron filmadas en la ciudad de Carlos Paz.

## Sinopsis
Una niña rica y consentida se enamora de su tutor pero este ama a otra joven.

## Reparto
- Mercedes Carreras
- Osvaldo Miranda
- María Luisa Santés
- Roberto Guthié
- Héctor Sturman
- Nelly Duggan
- Moisés Alberto Serruya

## Comentarios
La Razón dijo en su crónica:

”Carreras sin ganadores: el Director E. Carreras no trae nada nuevo al cine nacional. Eso no sería grave si la película fuese correcta.”

Para Manrupe y Portela la película es una :

”Insufrible comedia de Carreras.”